# Thomas Noel
Pour les articles homonymes, voir Noël (homonymie).
Thomas Noel, né vers 1704 et mort le 18 juin 1788, est un homme politique britannique, dont la carrière parlementaire s'étend sur soixante ans.

## Biographie
Il est issu d'une famille engagée en politique ; ses ancêtres ont été élus de manière épisodique pour représenter le Rutland à la Chambre des communes depuis Andrew Nowell en 1553. Il entre lui-même au Parlement en remportant la circonscription du Rutland lors d'une élection partielle due à la mort de son frère John en 1728. Élu sous l'étiquette whig, il vote généralement en faveur du gouvernement whig de Robert Walpole à la Chambre durant le parlement qui s'étend jusqu'en 1734. Reconduit sans candidat adverse aux élections de cette année-là, aux côtés de son cousin James Noel pour la même circonscription, il siège cette fois parmi les opposants à ce même gouvernement. Il vote néanmoins la confiance au Premier ministre Walpole lorsque ses opposants à la Chambre tentent de le destituer en février 1741.
Il ne se représente pas aux élections de 1741, cédant son siège à John Finch, dont la famille est proche de la sienne. Il retrouve son siège par le biais d'une élection partielle due à la mort de son cousin en 1753, puis conserve le siège (face à d'autres candidats) aux élections de 1754 et de 1761. Bien qu'étant alors « d'inclination » tory, et considéré par certains comme tels, il accepte le whip du gouvernement whig du duc de Newcastle, mais vote parfois du côté de l'opposition. Réélu continuellement jusqu'à sa mort, il est nettement moins assidu à la Chambre à partir de 1766. Lorsqu'il est présent, il vote toujours du côté de l'opposition, et siège donc notamment sur les bancs de l'opposition au gouvernement de coalition du tory Lord North. The Public Ledger le décrit en 1779 comme « un très vieux membre du Parlement », peu présent, et comme « un homme indépendant » qui tend à se ranger auprès de l'opposition.
À sa mort en 1788, le Gentleman's Magazine le qualifie de « père de la Chambre des communes » (father of the House of Commons), en raison de son grand âge (83 ans) et de sa longue carrière au Parlement. C'est le premier usage attesté de ce terme, devenu ensuite courant à partir de la fin du XIXe siècle. Thomas Noel laisse un ouvrage consacré à sa passion, l'élevage des chiens de chasse, publié en 1732. Quant à son siège de député, c'est son cousin Gerard Noel Edwardes qui est élu à sa succession. Et si Thomas Noel ne laisse pas lui-même de descendance, la famille Noel continue à représenter le Rutland au Parlement presque sans interruption jusqu'à la démission d'un autre Gerard Noel, du Parti conservateur, en 1883.